# Indische Weltraumforschungsorganisation

Logo der ISRO

Die Indische Weltraumforschungsorganisation (Hindi भारतीय अन्तरिक्ष अनुसन्धान सङ्गठन Bhāratīya Antarikṣa Anusandhāna Saṅgaṭhana, englisch Indian Space Research Organisation (ISRO)) ist die Raumfahrtbehörde Indiens mit Sitz in Bengaluru. Sie wird seit dem 14. Januar 2022 von S. Somanath geleitet und koordiniert die Raumfahrt Indiens.

## Aufgaben, Gründung und Einrichtungen
Die Aufgabe der ISRO ist die Entwicklung von Raumfahrttechnologie, darunter Satelliten, Trägerraketen, Höhenforschungsraketen und unterstützender Bodentechnik. Besonderen Anteil an ihrer Schaffung und Entwicklung hatte Vikram Sarabhai, der als Vater des Indischen Raumfahrtprogramms gilt.
Am 15. August 1969 als Abteilung des indischen Atomenergieministeriums (englisch Department of Atomic Energy) gegründet, untersteht die ISRO seit 1972 dem Department of Space und ist seit 1975 eine Regierungsorganisation. Sie ging aus dem 1962 geschaffenen Indischen Nationalkomitee für Weltraumforschung (englisch Indian National Committee for Space Research (INCOSPAR)) hervor.
Die etwa 17.000 Angestellten (Stand: 2005) sind in zahlreichen, über das ganze Land verteilten Abteilungen tätig. Die größte Einzeleinrichtung ist das Vikram Sarabhai Space Centre (VSSC) in Thiruvananthapuram mit 5600 Angestellten (Stand: 2005), das für die Entwicklung von Träger- und Höhenforschungsraketen zuständig ist. 
Raketenstartplätze befinden sich im Satish Dhawan Space Centre auf der Insel Sriharikota, von wo alle indischen Satellitenstarts erfolgen, sowie in Thumba und Baleswar für suborbitale Raketen. Für die kommerziellen Belange der ISRO sind die Staatsunternehmen Antrix und NewSpace India (NSIL) zuständig. Als neueste Einrichtung wird in Kulasekharapattinam in Thoothukud in Tamil Nadu ein Startplatz an der Küste gebaut für kleine Raketen mit Abflug in Richtung Süden.
Die ISRO betreibt mit ISTRAC ein Netz von eigenen Trackingstationen für die Kommunikation mit Satelliten und für die Unterstützung von Raketenstarts. Ergänzt wird das Netz durch das Indian Deep Space Network IDSN, das die Unterstützung für Mondmissionen und interplanetare Missionen bereitstellt.

## Kooperationen
Neben den Einrichtungen der ISRO gibt es noch vier organisatorisch unabhängige Einrichtungen, die an der Forschung und Entwicklung beteiligt sind: 
- Physical Research Laboratory (PRL), Ahmedabad in Gujarat, das dem Department of Space direkt untersteht
- National Atmospheric Research Laboratory (NARL), Tirupati in Andhra Pradesh, Unabhängige Gesellschaft unter dem DoS
- North Eastern Space Applications Centre (NE-SAC), Distrikt Ri-Bhoi in Meghalaya. Gemeinsam dem DoS und North Eastern Council (NEC) unterstellt
- Indian Institute of Space Science and Technology, Valiamal in der Nähe von Thiruvananthapuram in Kerala. Ein Universität

Am 30. Juli 2021 unterzeichnete ISRO ein Abkommen mit ESA zur gegenseitigen Unterstützung in missionskritischen Situationen für ausgewählte Weltraummissionen, beispielsweise die LEOP nach Raketenstarts, das Einschwenken in eine Umlaufbahn oder eine Landung auf einem Himmelskörper. Das Abkommen unterstützt den Austausch von Navigationsdaten, Unterstützung im Missionsbetrieb und die Weiterleitung von Daten. Gelegenheiten zur Umsetzung des Abkommens bestehen bei Missionen der ISRO mit dem bemannten Raumfahrtprogramm Gaganyaan, der Mondmission Chandrayaan-3 und Aditya-L1 zur Erforschung der Sonne. Im Gegenzug kann ESA die Trackingstationen der ISTRAC und die Deep Space Station des IDSN für eigene Missionen nutzen. Ein weiteres Abkommen wurde am 4. Dezember 2024 zur Unterstützung von Gaganyaan abgeschlossen. Am 11. Februar 2025 wurde bekanntgegeben, dass die Kommunikationstests abgeschlossen sind und alle technischen Voraussetzungen erfüllt sind.

## Leitung

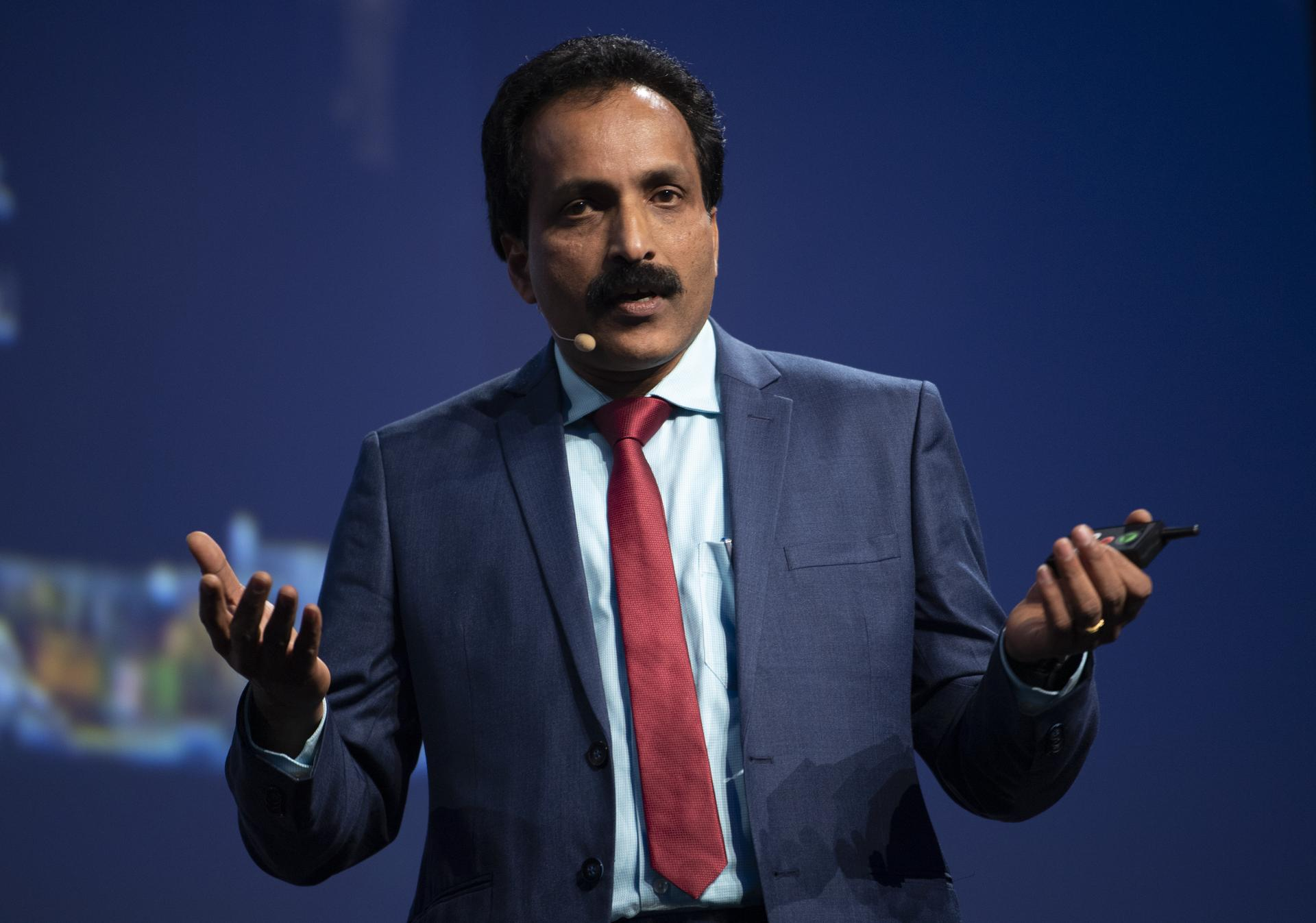
Sreedhara Panicker Somanath (2019)

| Chairman (Hindi अध्यक्ष) | Amtszeit        |
| ---------------------- | --------------- |
| Vikram Sarabhai        | 1963–1971       |
| M G K Menon            | Jan.–Sept. 1972 |
| Satish Dhawan          | 1972–1984       |
| U R Rao                | 1984–1994       |
| K Kasturirangan        | 1994–2003       |
| G Madhavan Nair        | 2003–2009       |
| K Radhakrishnan        | 2009–2015       |
| A. S. Kiran Kumar      | 2015–2018       |
| K. Sivan               | 2018–2022       |
| S. Somanath            | seit Jan. 2022  |

## Projekte

Größenvergleich indischer Trägerraketen; von links nach rechts: SLV, ASLV, PSLV, GSLV, GSLV Mk.III

Ihren ersten Erfolg hatte die ISRO am 19. April 1975 mit dem Start des ersten Indischen Satelliten Aryabhata, der allerdings noch mit sowjetischer Trägertechnologie gestartet wurde. 1980 gelang erstmals der Start eines Satelliten (Typ Rohini) mittels einer eigenentwickelten Trägerrakete (SLV-3). 1984 nahm mit Rakesh Sharma zum ersten Mal ein Inder an einem bemannten Raumflug teil. Er verbrachte acht Tage an Bord der sowjetischen Raumstation Saljut 7.
Weitere Erfolge konnte die ISRO vor allem mit den Projekten INSAT (Indian National Satellite System), IRS (Indian Remote Sensing Satellite System), SROSS (Stretched Rohini Satellite Series), PSLV (Polar Satellite Launch Vehicle) und GSLV (Geosynchronous Satellite Launch Vehicle) verbuchen.
Die Behörde teilte am 7. November 2006 mit, dass Indien innerhalb der nächsten acht Jahre in der Lage sein könnte, eine bemannte Weltraummission durchzuführen. Das Konzept, das bei einem Treffen führender Wissenschaftler in Bengaluru vorgestellt wurde, enthält ein in Entwicklung befindliches Raumschiff, das mit der indischen GSLV-Rakete in die Erdumlaufbahn gebracht werden soll. Die Kosten für dieses Projekt wurden damals auf etwa 2 Milliarden Euro geschätzt. In einer Rede zum Unabhängigkeitstag am 15. August 2018 kündigte der Indische Ministerpräsident Narendra Modi den ersten Flug mit dem bemannten Raumschiff Gaganyaan an.
Die Mars Orbiter Mission (MOM) der ISRO startete am 5. November 2013 erfolgreich zum Mars. Die transportierte Raumsonde Mangalyaan war mit fünf Instrumenten ausgerüstet, um den Mars zu studieren, aber primäres Ziel war es, als Technologie-Demonstrator für künftige interplanetare Sonden zu dienen.
Mit Chandrayaan-1 startete die ISRO am 22. Oktober 2008 mit einer PSLV-Rakete Indiens erste Raumsonde. Ihr Ziel war eine Umlaufbahn um den Mond. Obwohl nach 10 Monaten der Kontakt zur Sonde verloren ging und die Mission vorzeitig beendet wurde, bewertete die ISRO die Mission als erfolgreich. Am 22. Juli 2019 startete die Nachfolgemission Chandrayaan-2, die ebenfalls eine Mondumlaufbahn erreichte; ein Landeversuch scheiterte hingegen, womit es auch nicht zu der geplanten Roverfahrt auf der Mondoberfläche kam. Die Landung von Chandrayaan-3 und das anschließende Aussetzen des Rovers Pragyan gelang schließlich am 23. August 2023. Damit wurde Indien nach der Sowjetunion, den USA und China zum vierten Land, das die Mondoberfläche erreichte.